# Таино (коммуна)
Таи́но (итал. Taino) — коммуна в Италии, располагается в провинции Варесе области Ломбардия.
Население составляет 3185 человек (2008 г.), плотность населения составляет 455 чел./км². Занимает площадь 7 км². Почтовый индекс — 21020. Телефонный код — 0331.
Покровителем коммуны почитается святой Стефан, празднование 26 декабря.

## Демография
Динамика населения:

## Администрация коммуны
- Официальный сайт: https://web.archive.org/web/20060814173925/http://www.comuneditaino.it/